# 520-talet f.Kr.

## Händelser
- 529 f.Kr.
  - Persien annekterar Baktrien.[1]
  - Kambyses II blir kung av Persien.[1]
- 528 f.Kr.
  - Siddharta Gautama uppnår upplysning och påbörjar sitt lärande.[1]
  - De joniska relieffriserna på Sifniernas skattehus i Delfi kommer till, och visar strider mellan greker och trojaner, medan gudarna tittar på.[1]
- 527 f.Kr.
  - Hipparchos och Hippias övertar diktaturen i Aten efter sin far Peisistratos. Dock påstår Thukydides att Hippias ensam tar makten.[1]
  - Korintiskt templet Olympieion börjar byggas i Aten.[1]
- 526 f.Kr. – Psammetikus III efterträder Amasis II som farao av Egypten.[1]
- 525 f.Kr.
  - Kung Kambyses II av Persien besegrar Psammetikus III i slaget vid Pelusium och erövrar Egypten. Detta anses som slutet för Egyptens tjugosjätte dynasti och inledningen på den tjugosjunde.[1]
  - Kyrene under Arkesilaos III kommer under Persiens välde efter förlust i ett slag mot Kambyses II.[1]
- 523 f.Kr. – Kambyses II låter mörda sin yngre bror Smerdis för att kunna behålla makten själv.[1]
- 522 f.Kr.
  - Gaumata blir kung i Persien.[1]
  - Smerdis efterträder Kambyses II som härskare av Persien.
  - Babylon gör uppror mot det persiska styret.
- 521 f.Kr.
  - Dareios efterträder Smerdis som härskare av Persien.[1]
  - Det babyloniska upproret mot det persiska styret slås ner.
  - Dareios utsträcker sitt välde över floden Indus.
- 520 f.Kr.
  - Zhou dao wang blir kung av den kinesiska Zhoudynastin, men dör innan årets slut.
  - Kleomenes I efterträder Anaxandridas som kung av Sparta (omkring detta år).[2]
  - Den grekiska kolonin Sybaris i Syditalien förstörs av grannstaden Kroton i avundsjuka över stadens luxuösa leverne.

## Födda
- 527 f.Kr. – Themistokles, politiker från Aten.[1]
- 525 f.Kr. – Aischylos, grekisk tragediförfattare (död 456 f.Kr.).[1]
- 522 f.Kr. – Pindar, grekisk poet.
- 520 f.Kr.
  - Panini, hinduisk, indisk grammatiker (död 460 f.Kr.).
  - Cratinus, grekisk dramatiker.[2]
  - Bakchylides, brorson till Simonides.[2]
  - Xanthippos, Perikles far.[2]

## Avlidna
- 529 f.Kr.
  - Juli – Kyros II, kung av Persien.
- 527 f.Kr.
  - Nataputta Mahavira, alias Nataputta Mahavira, grundare av religionen jainismen.[1]
  - Mahavira, stor jainreformator (född 599 f.Kr.).
  - Peisistratos, atensk general.
- 525 f.Kr.
  - Anaximenes, grekisk filosof (född 585 f.Kr.).
  - Psammetikus III, den siste faraonen av Egyptens tjugosjätte dynasti.
- 521 f.Kr.
  - Mars – Kambyses II, kung av Persien (självmord).[1]
  - Oktober – Smerdis, kung av Persien.

### Fotnoter
1. 1 2 3 4 5 6 7 8 9 10 11 12 13 14 15 16  ”För 100 generationer sedan”. juli 1996-mars 2008. http://www.werbeka.com/bibliote/500tal/530bc.htm. Läst 18 juli 2011.
2. 1 2 3 4  ”För 100 generationer sedan”. augusti 1996-januari 2000. http://www.werbeka.com/bibliote/500tal/520bc.htm. Läst 18 juli 2011.